# Каутон, Франс
Францискюс Йоханнес (Франс) Каутон (нидерл. Franciscus Johannes "Frans" Couton; 7 августа 1895, Амстердам — 13 января 1972, там же) — нидерландский футболист, играл на позиции защитника за амстердамский «Аякс». Вместе с Фонсом Пелсером долгое время образовывал дуэт центральных защитников клуба. В составе «Аякса» в период с 1916 по 1927 год сыграл в чемпионате 175 матчей. Двукратный чемпион Нидерландов, обладатель Кубка Нидерландов в составе «Аякса». Был почётным членом клуба.
В августе 1919 года дважды вызывался в национальную сборную Нидерландов, но в товарищеских матчах против Швеции и Норвегии так и не сыграл.
Помимо футбола, занимался лёгкой атлетикой, бегом. Входил в эстафетную четвёрку, состоящую из игроков «Аякса»: Хейна Делсена, Яна ван Дорта и Яна де Натриса. Последний, Де Натрис, пробегал 100 метров за 11,1 секунды.

## Личная жизнь
Франс родился в августе 1895 года в Амстердаме в семье каменщика. Отец — Хендрикюс Антониюс Каутон, был родом из Амстердама, мать — Итске де Винд, родилась на острове Амеланд. Помимо Франса, в семье было ещё шестеро детей — трое сыновей и трое дочерей.
Был женит дважды. В первый раз женился в возрасте двадцати семи лет — его супругой стала 27-летняя Каролина Фредерика Гос, уроженка Амстердама. Их брак был зарегистрирован 31 мая 1923 года в Амстердаме. На момент женитьбы работал коммивояжёром. В мае 1924 года у них родился сын Джордж Хендрик, а в декабре 1929 года дочь по имени Като. В июне 1932 года супруги развелись. В апреле 1933 года женился на 22-летней Йоханне Корнелии Версор, уроженке Харлема. В марте 1934 года в их семье родилась дочь Фринциска Йоханна.
Умер 13 января 1972 года в Амстердаме в возрасте 76 лет после продолжительной болезни.
Его правнук Микеле Сантони с 2009 по 2014 год работал в «Аяксе» видеоаналитиком, а с 2018 по 2019 год был главным тренером клуба «Алмере Сити».

## Достижения
«Аякс»
- Чемпион Нидерландов (2): 1917/18, 1918/19
- Обладатель Кубка Нидерландов: 1916/17

## Статистика по сезонам
| Клуб | Сезон   | Чемпионат Нидерландов | Чемпионат Нидерландов | Кубок Нидерландов | Кубок Нидерландов | Итого | Итого |
| Клуб | Сезон   | Игры                  | Голы                  | Игры              | Голы              | Игры  | Голы  |
| ---- | ------- | --------------------- | --------------------- | ----------------- | ----------------- | ----- | ----- |
| Аякс | 1916/17 | 14                    | 0                     | 3                 | 0                 | 17    | 0     |
| Аякс | 1917/18 | 29                    | 0                     | 0                 | 0                 | 29    | 0     |
| Аякс | 1918/19 | 30                    | 0                     |                   |                   | 30    | 0     |
| Аякс | 1919/20 | 19                    | 0                     |                   |                   | 19    | 0     |
| Аякс | 1920/21 | 27                    | 0                     |                   |                   | 27    | 0     |
| Аякс | 1921/22 | 21                    | 0                     |                   |                   | 21    | 0     |
| Аякс | 1922/23 | 22                    | 0                     |                   |                   | 22    | 0     |
| Аякс | 1923/24 | 17                    | 0                     |                   |                   | 17    | 0     |
| Аякс | 1924/25 | 1                     | 0                     | 1                 | 0                 | 2     | 0     |
| Аякс | 1925/26 | 1                     | 0                     | 0                 | 0                 | 1     | 0     |
| Аякс | 1926/27 | 8                     | 0                     | 0                 | 0                 | 8     | 0     |
| Аякс | 1927/28 | 1                     | 0                     | 0                 | 0                 | 1     | 0     |
| Аякс | Итого   | 190                   | 0                     | 4                 | 0                 | 194   | 0     |